# Masòvia
|  | Aquest article tracta sobre la regió de Vasòvia. Vegeu-ne altres significats a «Voivodat de Masòvia». |

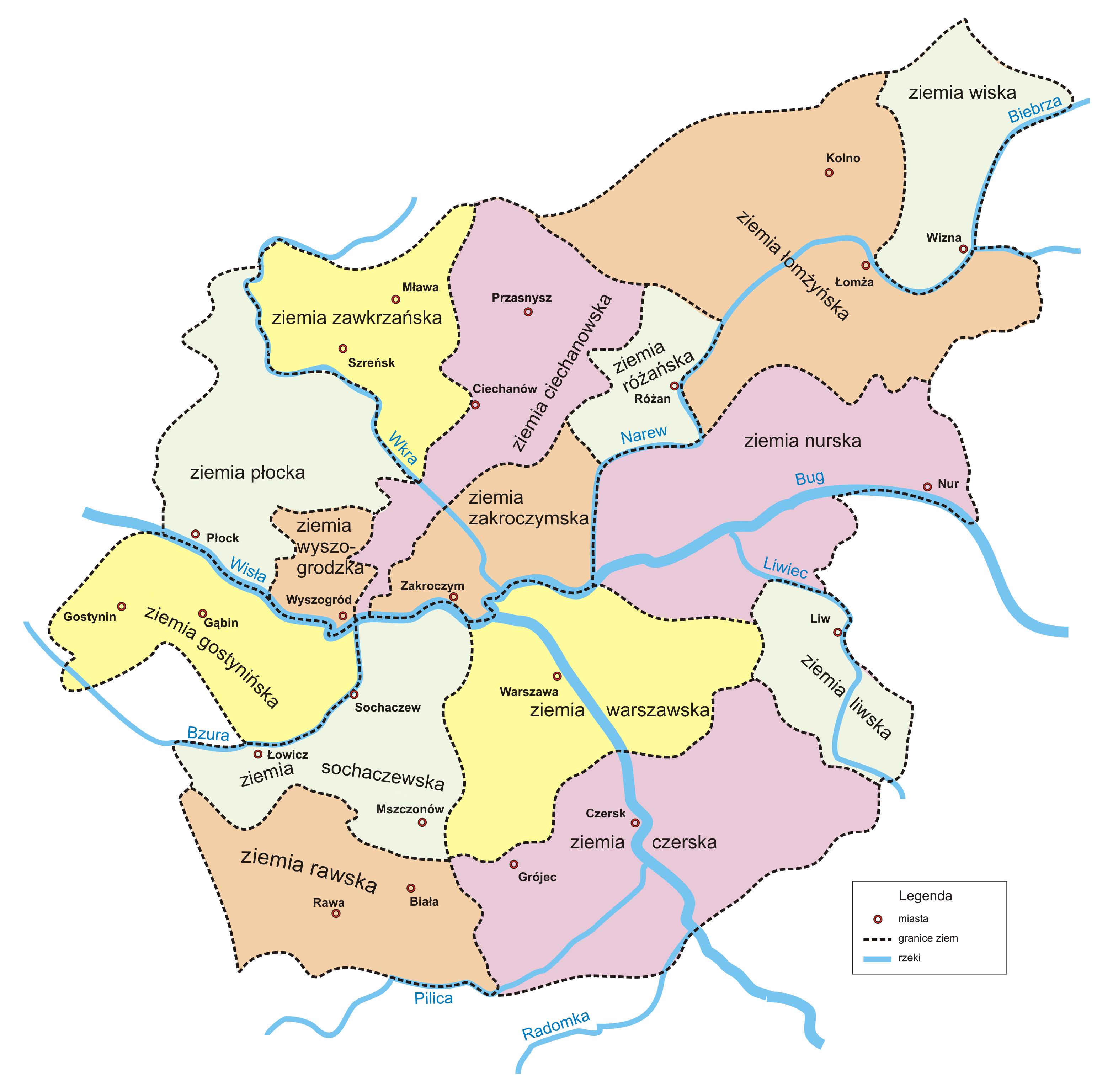
Divisió històrica de Masòvia

Masòvia (en polonès Mazowsze) és una regió geogràfica, històrica i cultural situada al centre- est de l'actual territori de Polònia, la seva ciutat principal és Varsòvia, destacant-ne també les de Plock, Ostrołęka, Radom o Siedlce. La Masòvia limita al nord amb la Masúria (Mazury), a l'est amb la Podlàsia (Podlasie), al sud amb la Petita Polònia (Małopolska) i a l'oest amb la Gran Polònia (Wielkopolska).

## Geografia i economia

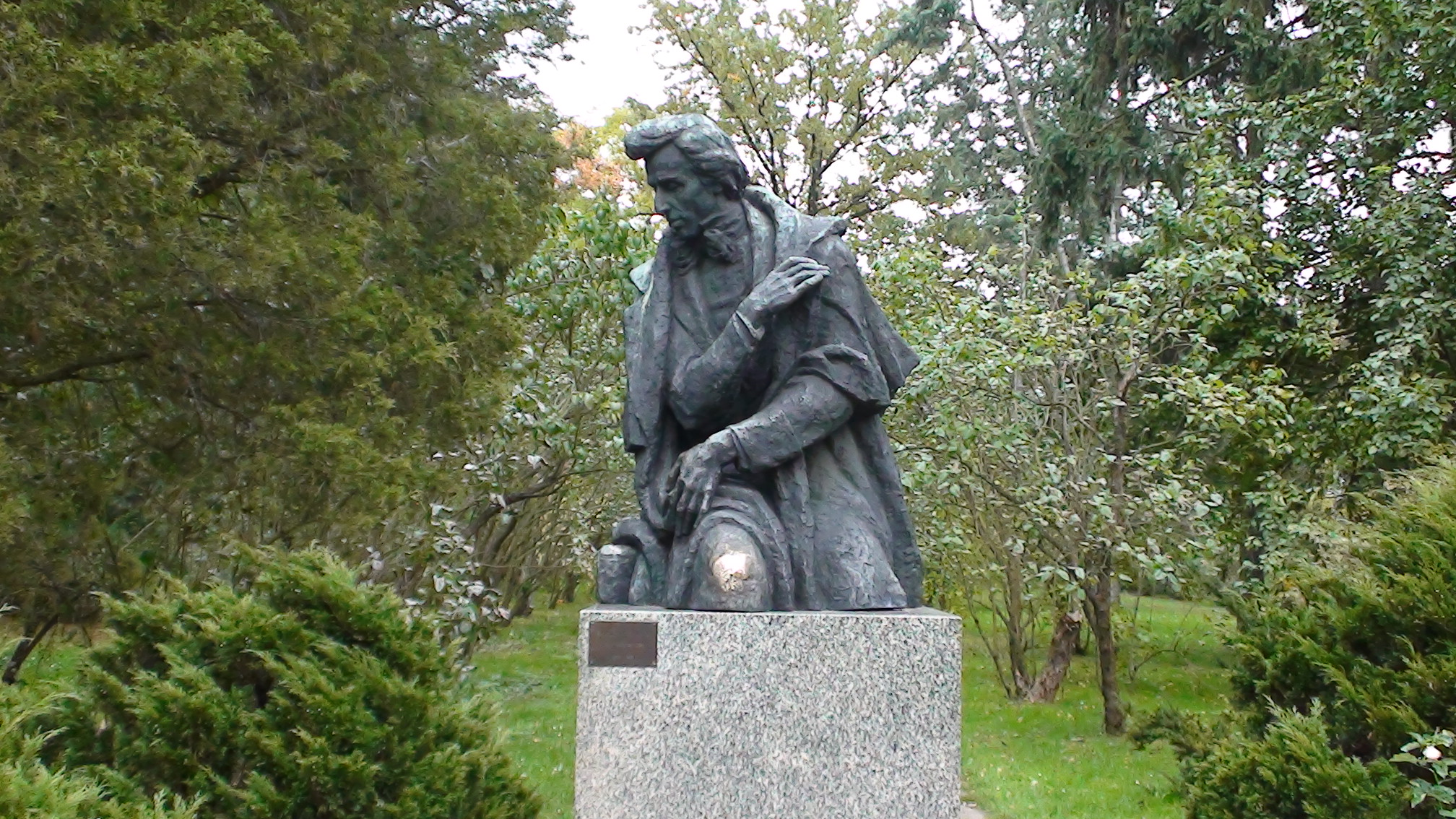
Monument a Frédéric Chopin a Zelazowa Wola

La Masòvia és una conca delimitada per zones més elevades: pujols al nord, l'altiplà de Roztocze al sud-est, les baixes muntanyes de Gory Świętokrzyskie al sud on es troba el cim del Łysica amb 612 metres d'altura al sud, a l'est s'estenen àrees pantanoses, a l'oest també àrees pantanoses que van ser en la seva majoria dessecades a finals del segle xix.
La Masòvia és travessada per la meitat sud-est a nord-est pel riu Vístula, una gran quantitat de rius i rierols li són afluents, entre aquests es destaquen el Narew, Buh Occidental, Wkra, Orzyc, Pilica, Wieprz i Radomca.
El clima és temperat-fresc amb perllongats hiverns gairebé sempre nevats, la vegetació original constava principalment de boscos de bedolls, salzes, verns i faigs, encara que el territori va ser en gran part talat per donar lloc a una agricultura intensiva de sègol, patata i hortalissa i a una ramaderia també intensiva de porcí i boví. La industrialització recentment es va fer notòria després de la Segona Guerra Mundial.

## Història
El primer regent de Masòvia va ser probablement Miecislau I (qui d'altra banda és el primer integrant conegut de la dinastia Piast) al segle x. Després del caos i invasions que van prosseguir en 1034 a la mort de Miecislau II es va imposar com duc de Masòvia Casimir I amb l'ajuda de tropes rutenes el 1047.
L'any 1138 el duc Boleslau III va llegar el territori al seu fill Boleslau IV qui després seria rei de Polònia en estar vinculat matrimonialment amb una branca de la dinastia Piast, d'aquest manera Masòvia va passar a ser un ducat hereditari associat a Polònia encara no annexat a aquesta fins al 1526, mentrestant, com la major part de Polònia, el ducat de Masòvia va patir al segle xiii la invasió dels mongols, a 1226 el duc Conrad de Masòvia va cridar en la seva ajuda als cavallers teutònics per lluitar contra els últims romanents tàrtar-mongols i contra les poblacions de borusis (o prussians balts), però els cavallers teutones el van trair i van fer seu el territori al nord de Masòvia que va rebre el nom de Masúria (repoblat principalment per mazovis) i de Prússia.
Entre 1351 / 1353 Casimir III de Polònia va sotmetre a vassallatge a la Masòvia. En el temps de la plena incorporació de Masòvia a Polònia ocorreguda l'any 1526 aquest territori ja havia esdevingut a ser un dels principals centres polítics, culturals i econòmics de tota Polònia, de manera que a poc a poc la capital de Masòvia -Varsòvia- va passar a ser la capital de Polònia.
Després del Repartiment de Polònia entre Àustria, Prússia i l'Imperi Rus ocorreguts al segle xviii Masòvia va ser incorporada primerament a Prússia, després, durant les guerres napoleòniques pel Tractat de Tilsit a 1807 va ser el centre d'un feble estat "independent" polonès aliat forçosament a la França bonapartista: el Ducat de Varsòvia, a 1815 va formar part de la Polònia del Congrés pràcticament sotmès a la Rússia tsarista, en 1831 la Masòvia va ser totalment incorporada a l'Imperi Rus sent transformada Varsòvia a la capital de la "Polònia Russa" o Govern de Varsòvia. Durant la Primera Guerra Mundial els alemanys van ocupar el territori i van crear un estat satèl·lit "polonès", en concloure la Primera Guerra Mundial la Masòvia va passar a ser el nucli de la Segona República de Polònia (o Segona República Polonesa) això fins a 1939 any en què Polònia va ser envaïda per l'Alemanya nazi i l'URSS, quedant la Masòvia en el sector d'ocupació alemanya, el 1942 tota Polònia (com a gran part de l'URSS) va ser envaïda per Alemanya intensificant les matances de poblacions en tot el territori i la devastació gairebé absoluta de les ciutats (Varsòvia va ser literalment arrasada pels exèrcits alemanys) i el camp (la població que no havia patit el genocidi va patir deportacions). Després de la retirada alemanya, el 1945 la Masòvia va tornar a ser el centre polític, econòmic, demogràfic i cultural de Polònia.
L'any 1998 es va crear la "província" o voivodat de Masòvia abastant aproximadament l'àrea històric-geogràfica de la Masòvia.

## Galeria

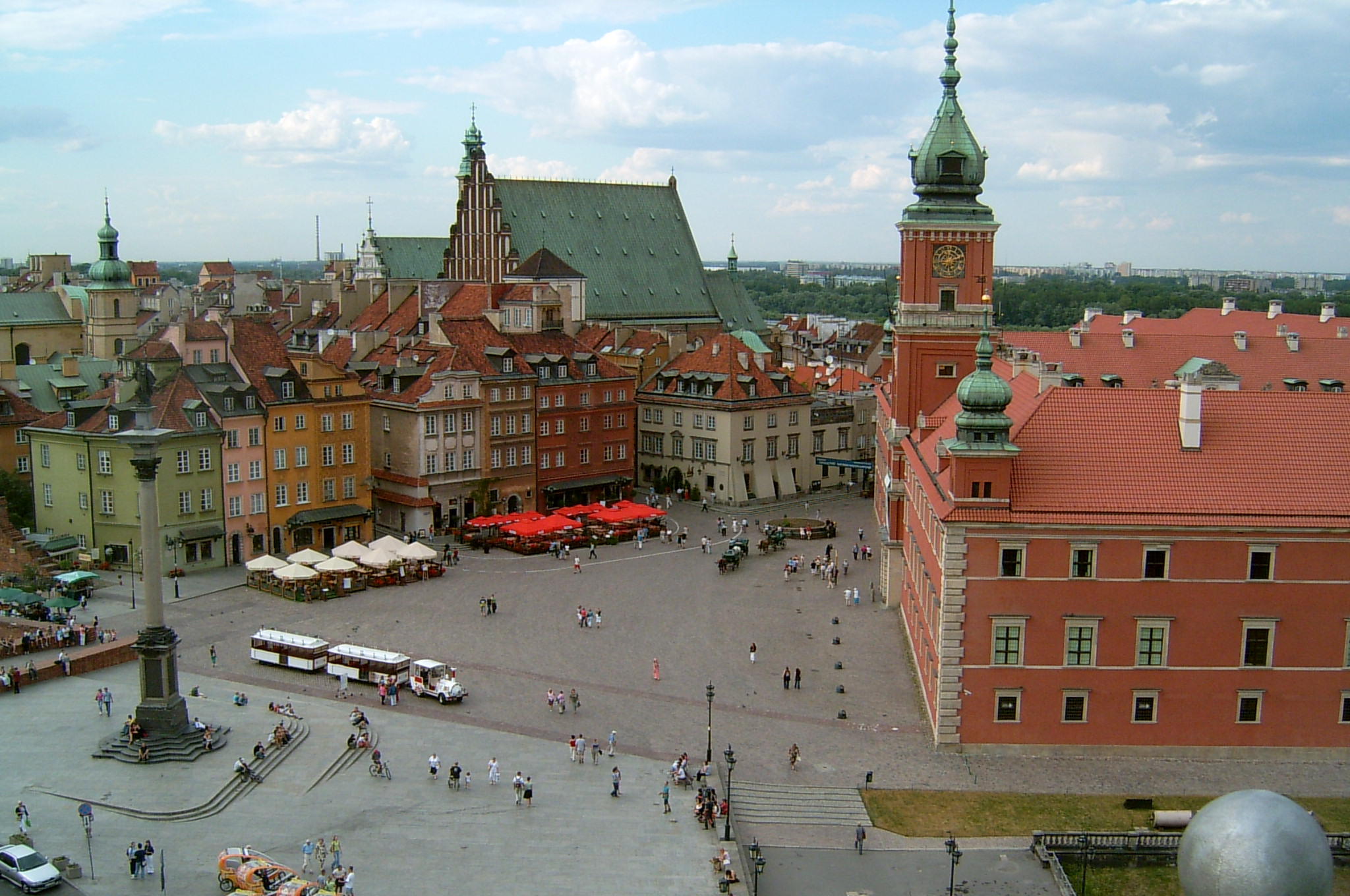
Nucli antic de Varsòvia
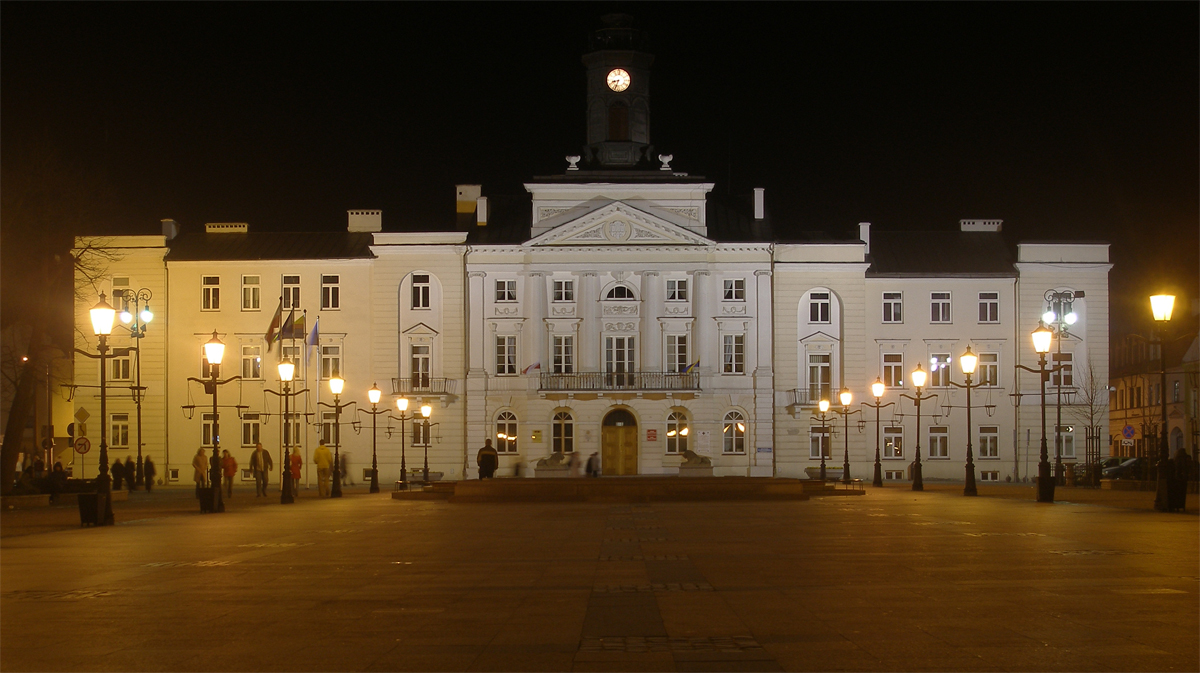
Płock
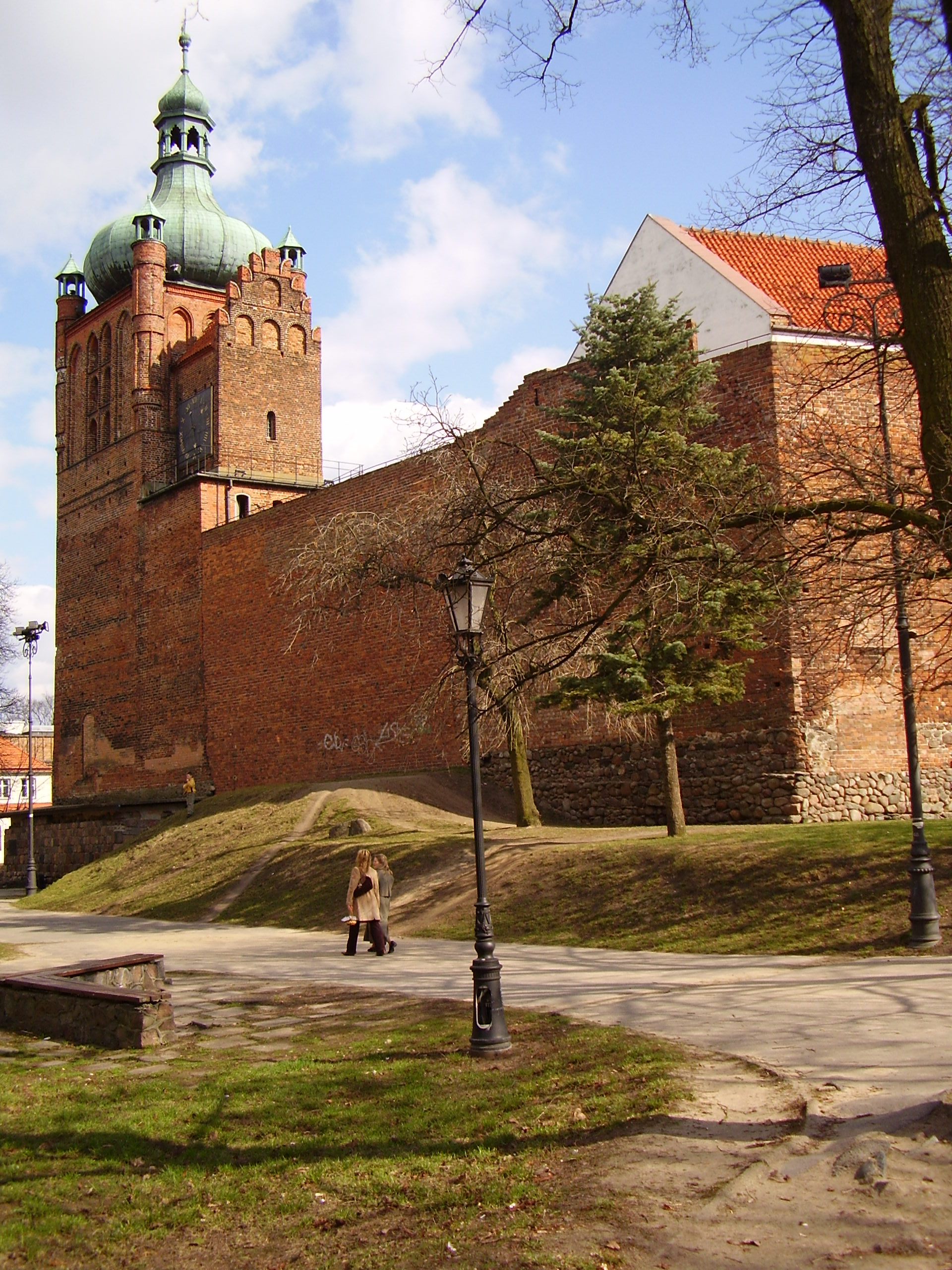
Castell de Płock
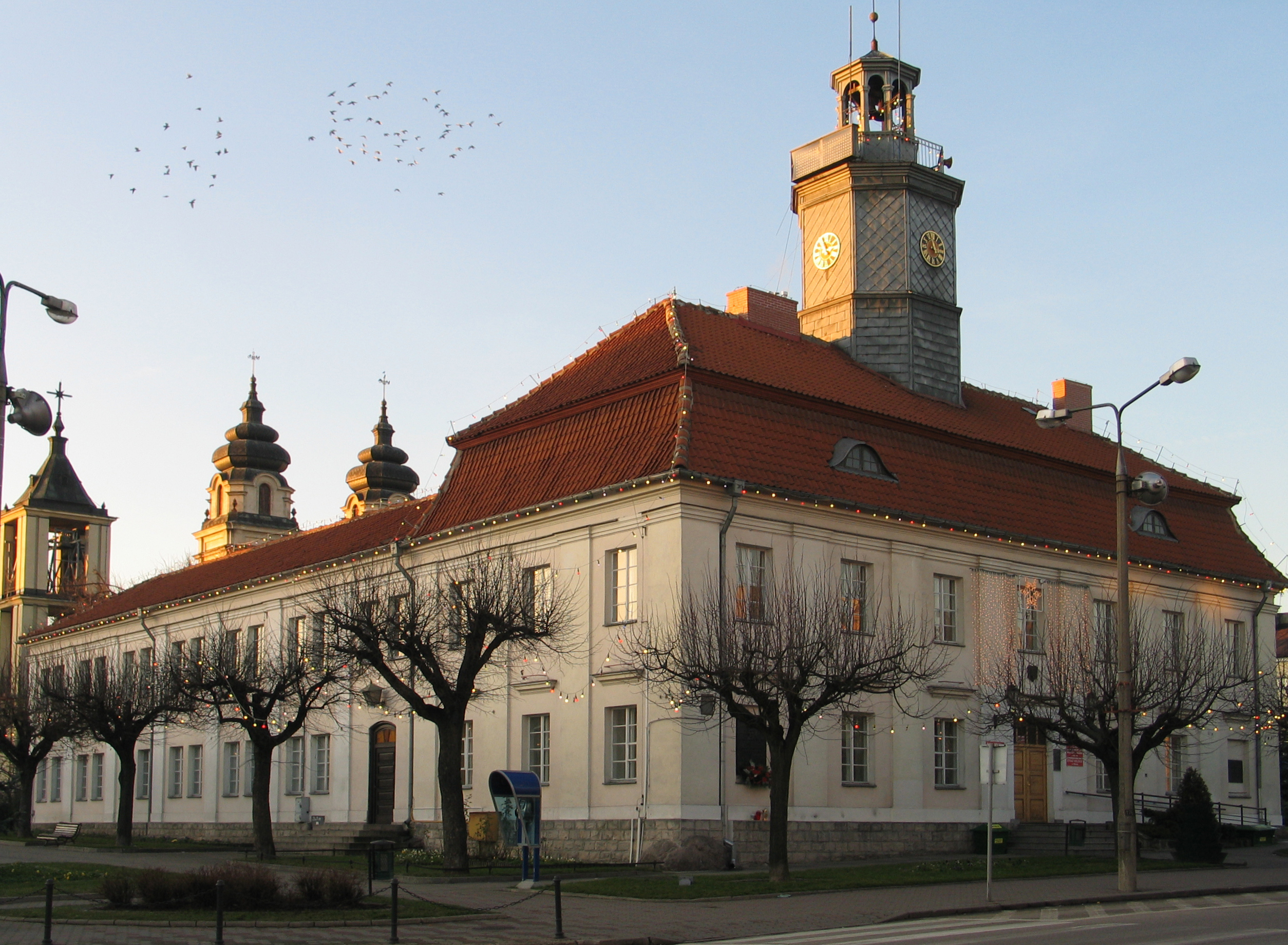
Mercat de Mława
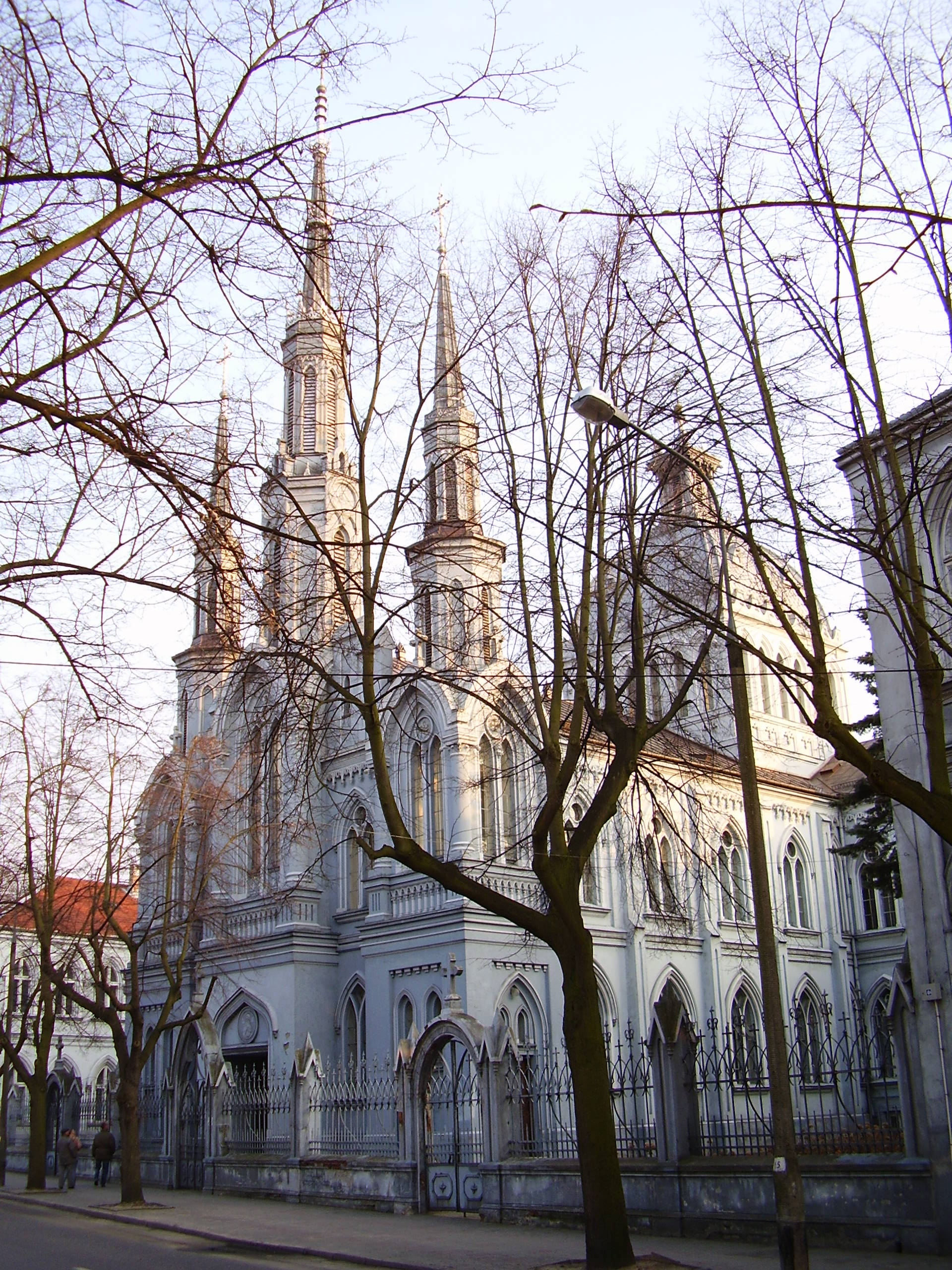
Església de Płock
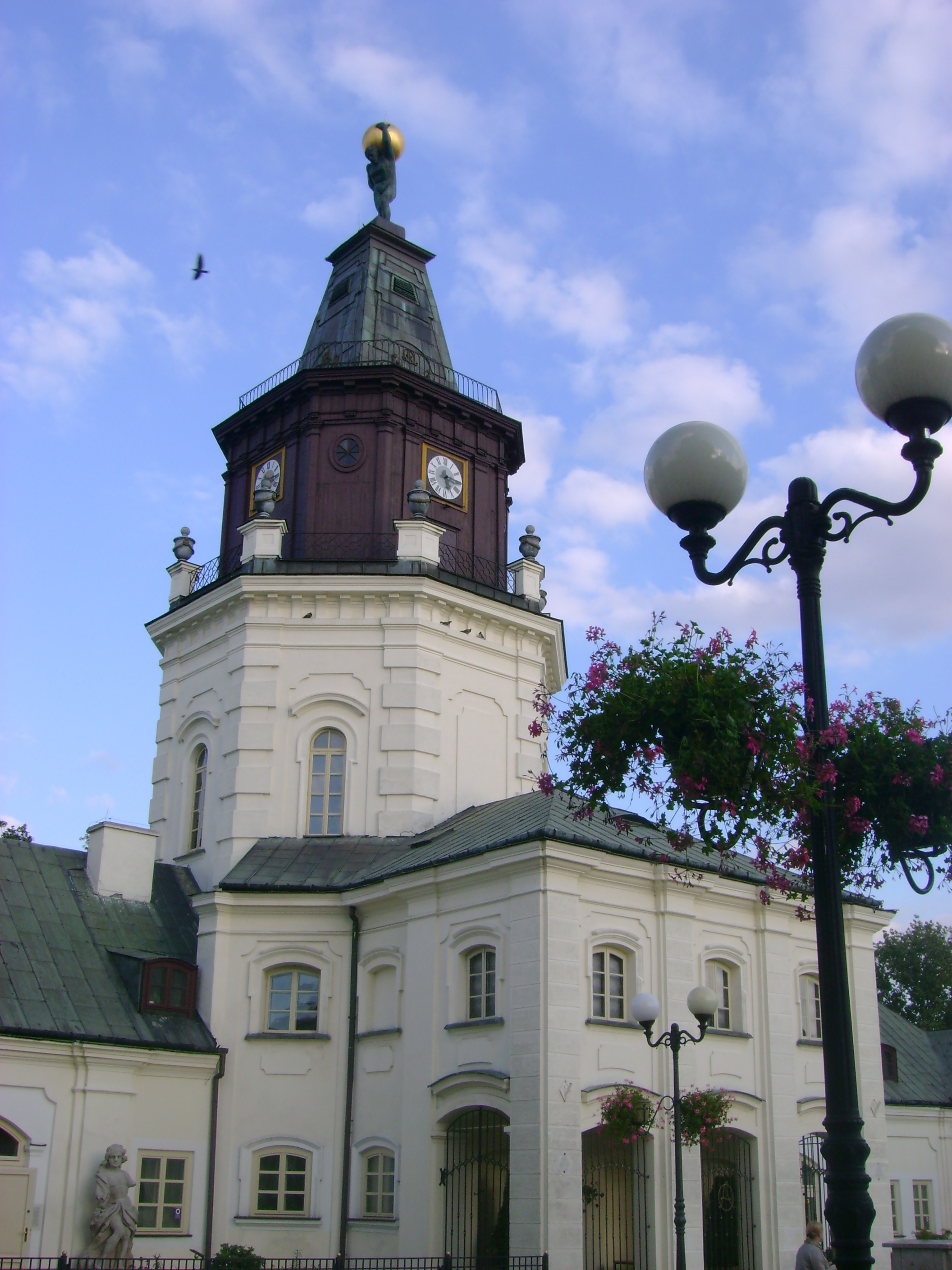
Siedlce
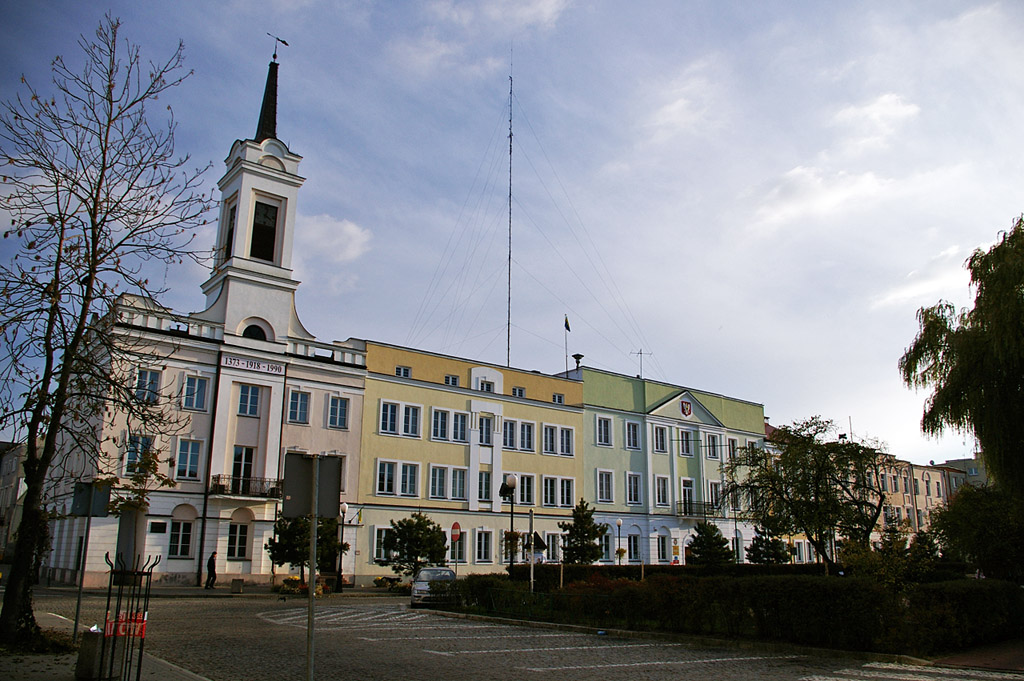
Ostrołęka
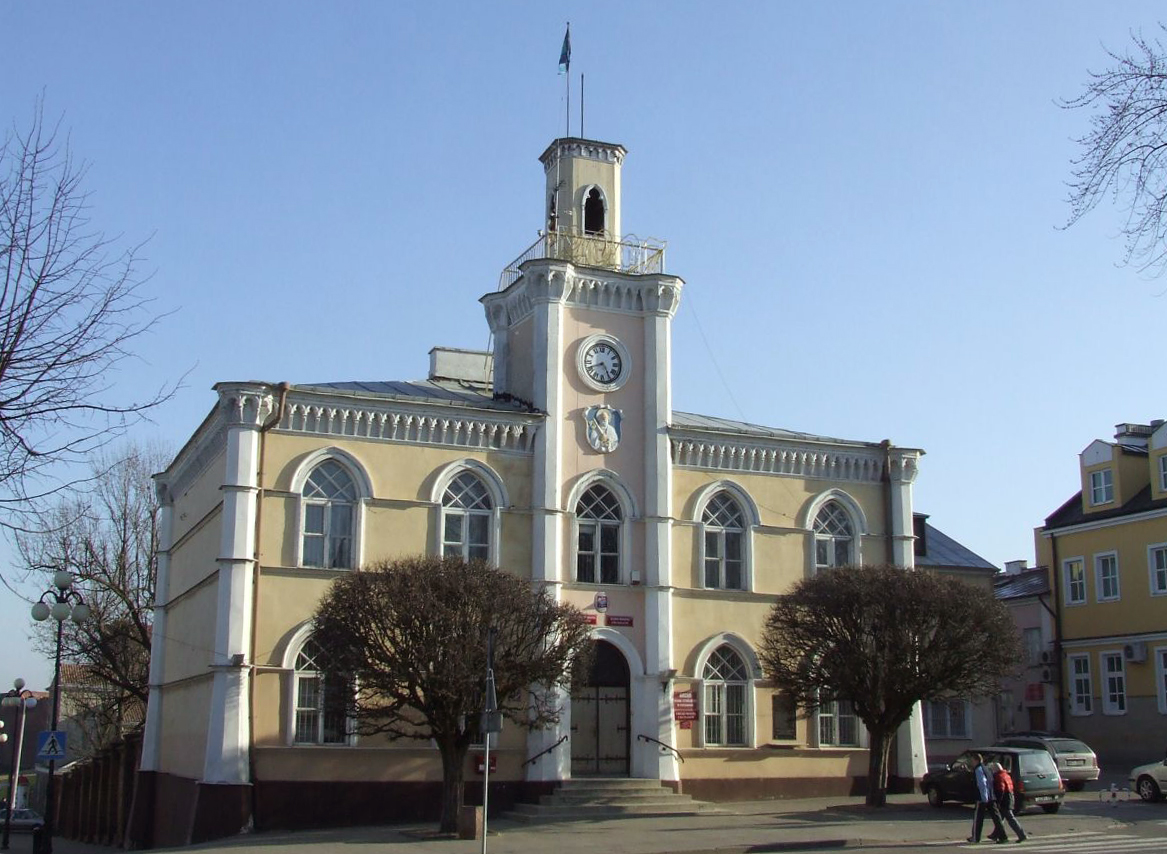
Ciechanów
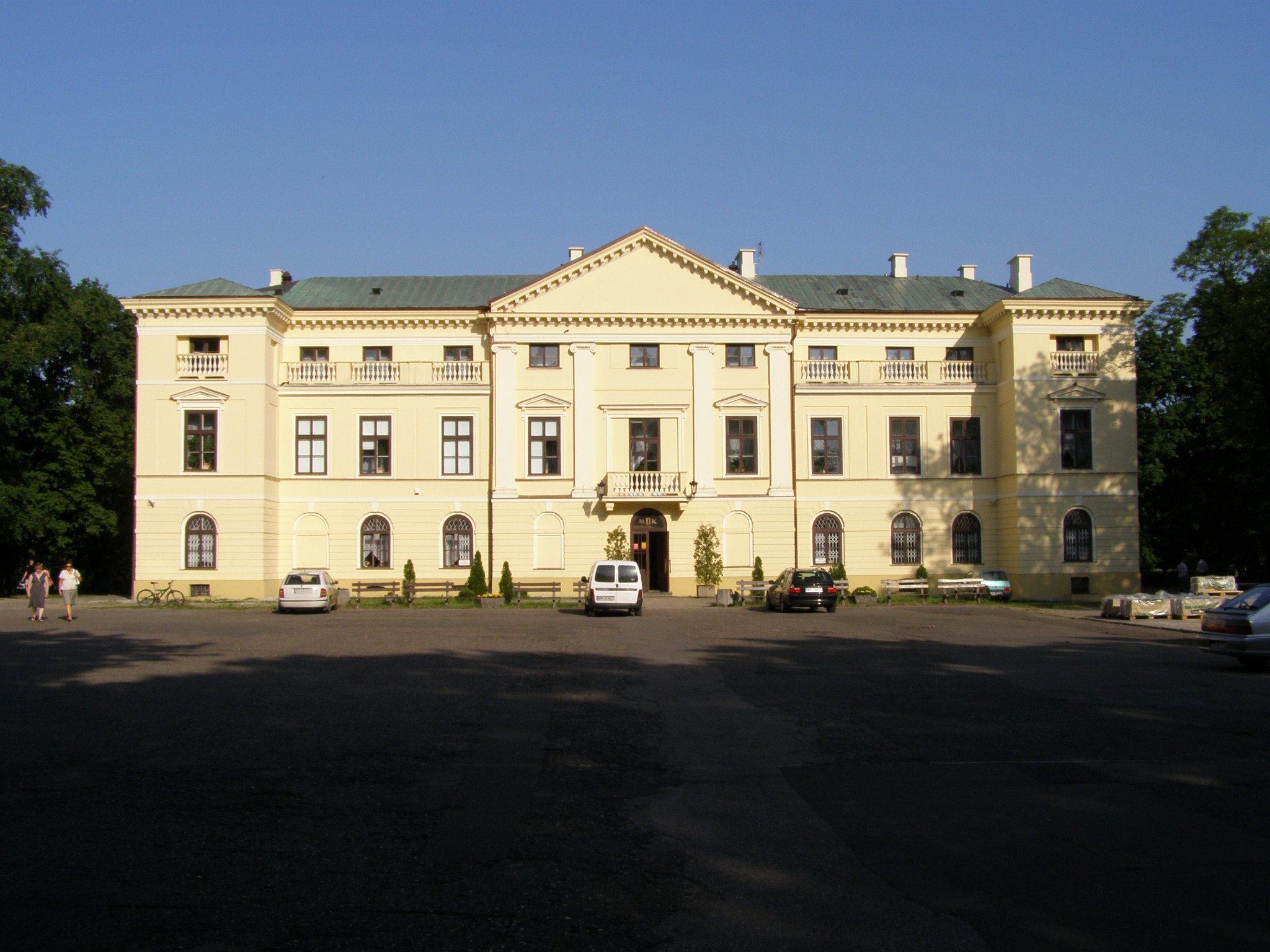
Palau Mińsk Mazowiecki
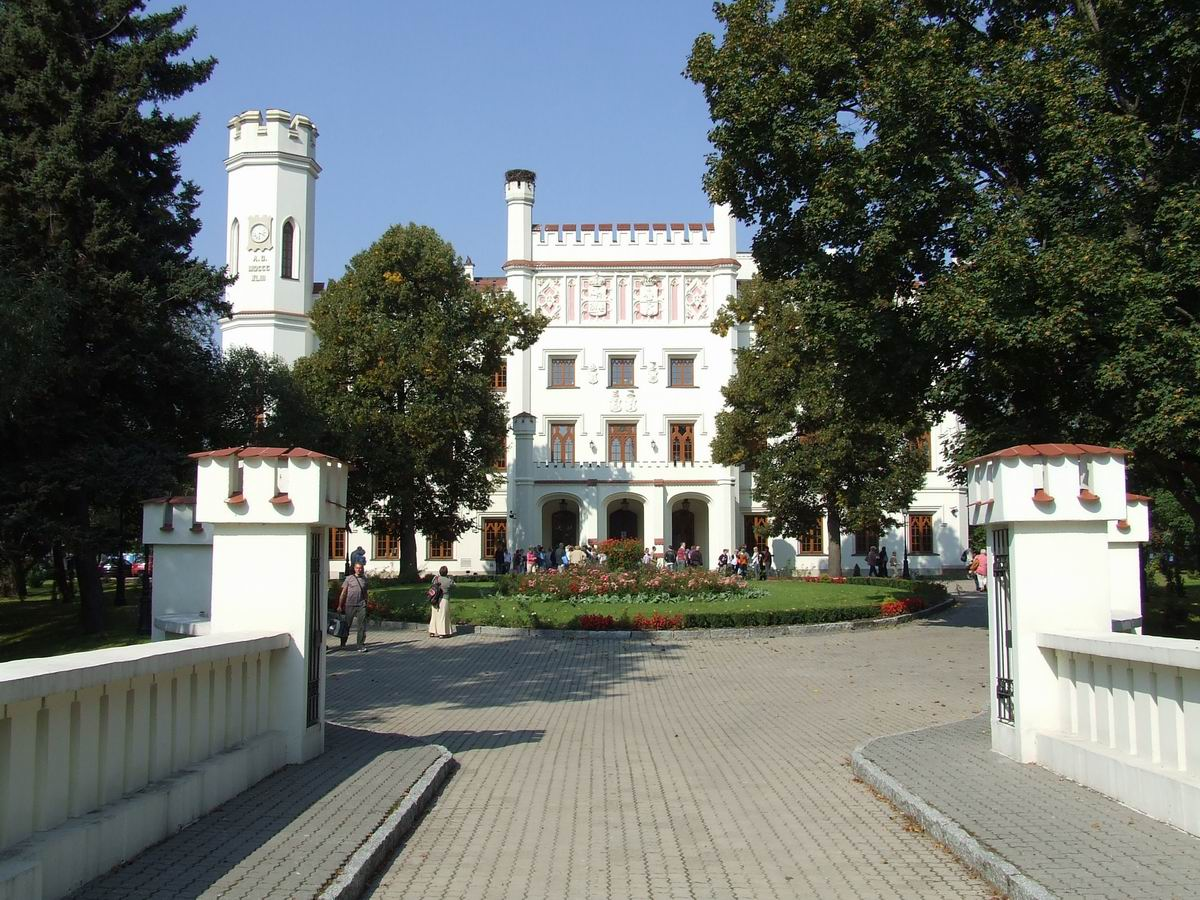
Palau Starawieś
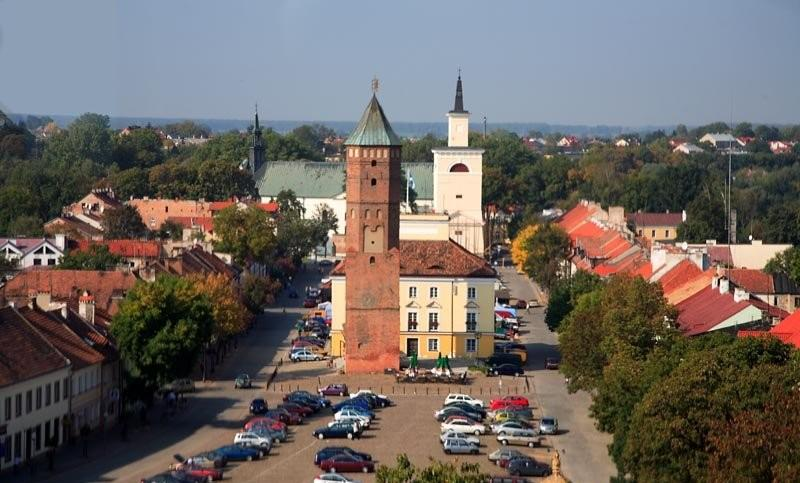
Pułtusk